# ŽRK Žalec
Le ŽRK Žalec est un club slovène de handball féminin basé à Žalec.

## Palmarès
compétitions internationales
- Coupe des Coupes :
  - Quart de finaliste en 2001